# 7950 Berezov
7950 Berezov è un asteroide della fascia principale del diametro medio di circa 27,1 km. Scoperto nel 1992, presenta un'orbita caratterizzata da un semiasse maggiore pari a 3,1028420 UA e da un'eccentricità di 0,1054899, inclinata di 11,65580° rispetto all'eclittica.